# Hall Omnisports Edmond Rigo
Le Hall Omnisports Edmond Rigo est un hall omnisports situé à Beyne-Heusay, dans la province de Liège, où évolue le Union beynoise club de première division national.

## Liste des équipes sportives
- Handball:Union beynoise handball
- floorball:Union beynoise floorball
- gymnastique:Union beynoise gymnastique